# Serein (Meu)
Der Serein ist ein Fluss in Frankreich, der im Département Ille-et-Vilaine in der Region Bretagne verläuft. Er entspringt beim Weiler Beau Normandie im östlichen Gemeindegebiet von Paimpont, entwässert generell in nordöstlicher Richtung und mündet nach rund 20 Kilometern im Gemeindegebiet von Talensac als rechter Nebenfluss in den Meu.

## Orte am Fluss
(Reihenfolge in Fließrichtung)
- Beau Normandie, Gemeinde Paimpont
- Saint-Péran
- Treffendel
- Monterfil
- Le Verger
- Le Corlet, Gemeinde Talensac